# Salem (Indiana)
Salem – miasto w Stanach Zjednoczonych, w stanie Indiana, w hrabstwie Washington.